# La carta sferica
La carta sferica (in spagnolo La carta esférica) è un romanzo d'avventura di Arturo Pérez-Reverte, edito da Marco Tropea Editore.

## Trama
Manuel Coy è un marinaio senza alcun imbarco, appiedato per forza. Il suo unico lusso è un bicchiere di gin "bottiglia blu" ogni tanto. Ad un'asta su oggetti navali conosce Tanger Soto, un'impiegata del Museo navale di Madrid, interessata a un'antica mappa nautica. Questa mappa potrebbe portare al ritrovamento del Dei gloria, un antico brigantino spagnolo affondato secoli prima con il suo carico di tesori. Affascinato dalla ragazza si lascia coinvolgere in una caccia al tesoro tra le acque del Mediterraneo. Ma Tanger e Manuel non sono gli unici interessati al tesoro. 

## Edizioni
- Arturo Pérez-Reverte, La carta sferica, traduzione di Roberta Bovaia e Silvia Sichel, Marco Tropea Editore, 2000,  p. 416, ISBN 88-438-0262-3.